# Lồi mắt
Lồi mắt là hiện tượng mắt lồi ra phía trước ra khỏi ổ mắt. Lồi mắt có thể ở hai bên (thường thấy trong bệnh Basedow) hoặc một bên (thường thấy trong u hốc mắt). Lồi hoàn toàn hoặc một phần khỏi ổ mắt cũng có thể do chấn thương hoặc sưng mô xung quanh do chấn thương.
Trong trường hợp bệnh Basedow, sự thay đổi vị trí giải phẫu của mắt là kết quả của sự lắng đọng mô liên kết bất thường trong ổ mắt và các cơ vận nhãn ngoài. Có thể quan sát các tổn thương trên CT hoặc MRI.
Nếu không được điều trị, lồi mắt có thể khiến mí mắt không đóng lại được trong khi ngủ, dẫn đến khô và tổn thương giác mạc. Quá trình di chuyển của mắt cũng có thể gây chèn ép thần kinh thị giác hoặc động mạch mắt, dẫn đến mù lòa.

## Nguyên nhân
Viêm/Nhiễm trùng:
- Nệnh Basedow, thường gây ra lồi mắt hai bên.
- Viêm tế bào ổ mắt – thường có lồi mắt một bên, xung huyết nghiêm trọng và đau mức độ trung bình đến nặng, kèm viêm xoang và tăng cao số lượng bạch cầu.[2]
- Viêm tuyến lệ
- Bệnh Erdheim-Chester
- Bệnh nấm đen (Mucormycosis)
- Giả u viêm hốc mắt – biểu hiện bằng triệu chứng lồi mắt cấp tín (thường là một bên) kèm cơn đau dữ dội.[2]
- Phù não do độ cao
- Viêm mạch và đa u hạt dị ứng (Eosinophilic granulomatosis with polyangiitis (EGPA), còn gọi là Hội chứng Churg–Strauss)

U, ung thư:
- Lơ xê mi
- U màng não
- U xơ mạch vòm mũi họng
- Bệnh Hand–Schüller–Christian
- U máu (cavernoma)

U nang:
- Nang dạng bì

Mạch máu:
- Rò động mạch cảnh-xoang hang

Khác:
- Vỡ ổ mắt : đỉnh, sàn, thành trong, gò má
- Xuất huyết sau nhãn cầu: chấn thương quỹ đạo có thể dẫn đến chảy máu phía sau mắt. Xuất huyết không có chỗ thoát ra ngoài, áp lực tăng cao đẩy mắt ra khỏi hốc mắt, dẫn đến lồi mắt và còn có thể gây mù lòa nếu không được điều trị kịp thời.
- Hội chứng Cushing (do mỡ trong hốc mắt)
- Một số hình thức của dị tật dính khớp sọ sớm ở trẻ em (craniosynostosis):
  - hội chứng Crouzon
  - hội chứng Pfeiffer